# Musée paléozoologique de Chine
Le Musée paléozoologique de Chine (PMC ; chinois) est un musée situé à Pékin, en Chine. Ce bâtiment abrite également les activités de recherche de l'Institut de paléontologie des vertébrés et de paléoanthropologie de l'Académie chinoise des sciences.

## Le bâtiment
Le musée paléozoologique de Chine est géré par l'IVPP. Il est situé sur le site de Beijing que l'IVPP occupe à Pékin depuis 1974. Le bâtiment actuel est construit en 1993pour remplacer sur le même site l'ancien bâtiment de l'IVPP. L'inauguration du musée s'effectue en 1994. Ce musée expose une partie de la collection de l'IVPP dans des salles d'exposition avec des spécimens destinés au public sur une superficie de 1 500 m2, tandis que le reste du bâtiment est utilisé à des fins de recherche,.
Le bâtiment principal se compose de trois étages. Le premier étage présente un certain nombre de fossiles de poissons et d'amphibiens, ainsi que de nombreux reptiles du Mésozoïque. Les reptiles et les oiseaux sont représentés au deuxième étage, et les mammifères (y compris des exemples de mégafaune comme Stegodon) sur le troisième étage. De nombreux spécimens de fossiles exposés sont des animaux éteints qui n'ont été retrouvés qu'à l'intérieur des frontières de la Chine moderne, comme le Sinokannemeyeria. Plusieurs exemples de précurseurs évolutifs des oiseaux sont présents, notamment les holotypes de Confuciusornis et de Microraptor, trouvés lors des fouilles durant des expéditions de recherche sur le terrain au Liaoning. Une galerie attenante au rez-de-chaussée examine les origines de l'homme. Elle comprend notamment des informations sur l'Homme de Pékin (un exemple d'Homo erectus ), découvert dans la ville voisine de Zhoukoudian (Choukoutien) lors de fouilles en 1923-27. Il contient également un certain nombre d'outils en pierre utilisés par les peuples paléolithiques et des spécimens d'autres crânes fossiles plus récents des premiers hominidés qui habitaient autrefois la région. Le rez-de-chaussée dispose d'une autre galerie consacrée aux expositions temporaires spéciales. Le musée a été rénové en 2014.

## Premier étage

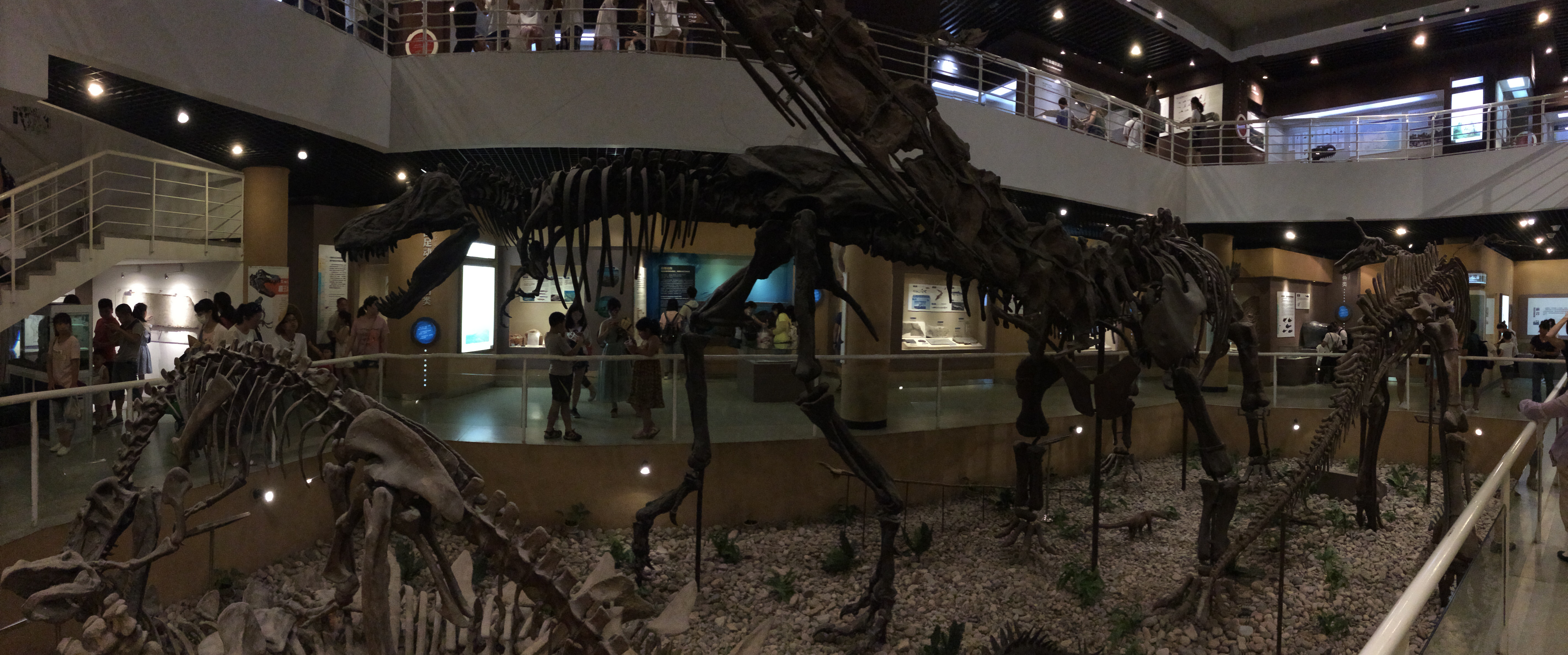
Le premier étage du Musée paléozoologique de Chine.

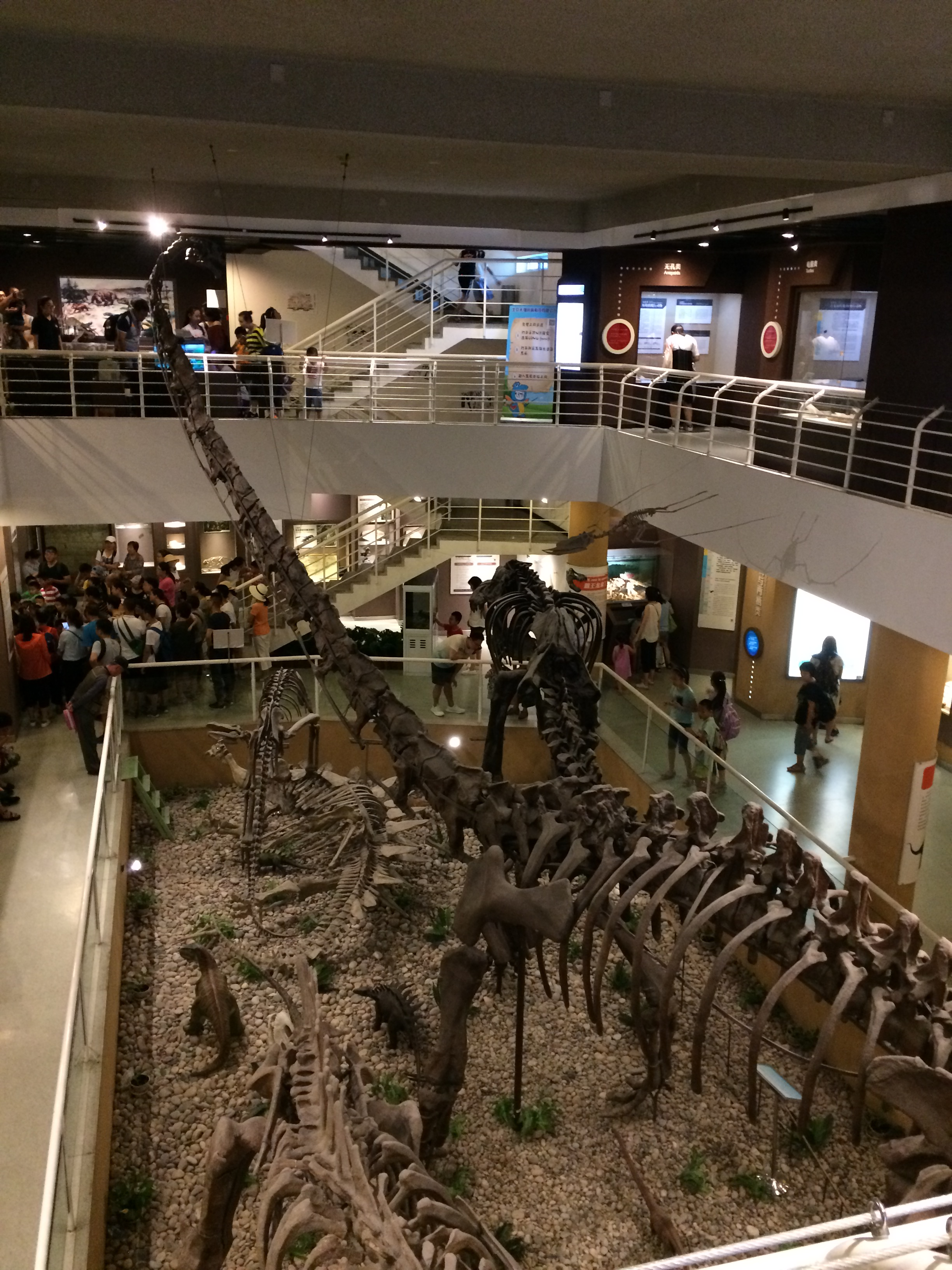
Le premier étage vu du deuxième étage.

Le premier étage du musée contient un espace pour les expositions temporaires. On y trouve aussi la boutique touristique, un théâtre et l'espace d'exposition du musée de l'Institut de paléontologie et de paléoanthropologie des vertébrés, appelé Musée de paléoanthropologie Shu-hua. La principale zone d'exposition commence aussi à cet étage et appartient au Musée de paléontologie des vertébrés qui est un des autres sous-musée de l'IVPP. L'exposition du musée Shu-hua détaille les origines de l'homme en Chine. De multiples moulages des crânes des premiers hominidés, découverts à Zhoukoudian, sont exposés. Un buste en bronze de l'Homme de Pékin est également exposé. Un petit diorama d'Homo erectus faisant du feu est installé dans une vitrine.

## Musée de paléontologie des vertébrés

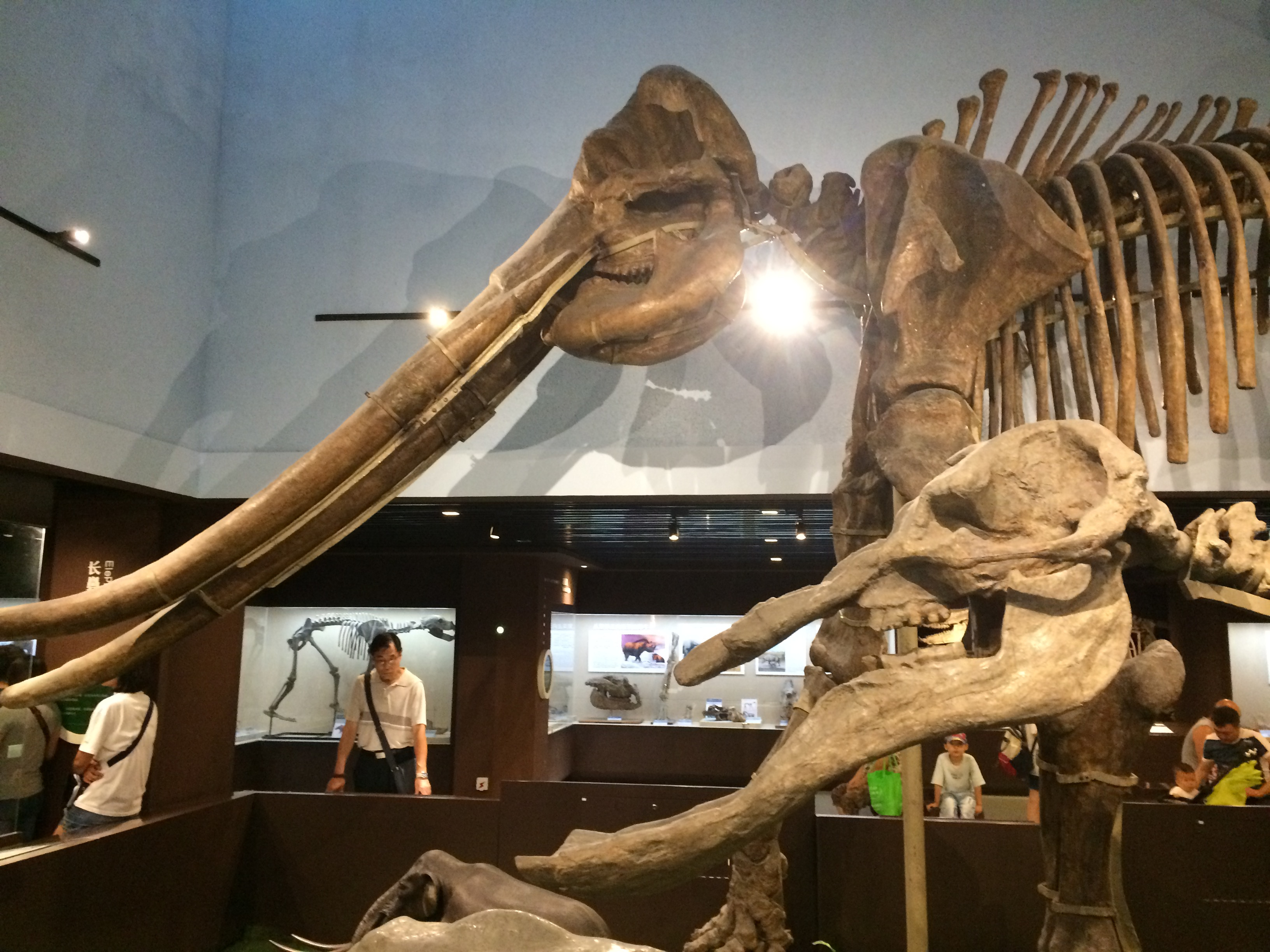
La galerie cénozoïque au troisième étage.

Le premier étage de la zone d'exposition se concentre sur les poissons, les amphibiens et les reptiles du Mésozoïque. La pièce maîtresse de l'étage est une grande installation montrant des montures de Tsintaosaurus, Mamenchisaurus, Tyrannosaurus et un Monolophosaurus s'attaquant à un Tuojiangosaurus. Près de l'entrée de l'exposition se trouve une collection de fossiles datant du cambrien et découverts dans le sud de la Chine. On y trouve aussi un modèle de tête de Dunkleosteus. Plus loin dans la galerie, on trouve avec des fossiles de poissons préhistoriques tels que Sinohelicoprion et Helicoprion , un cœlacanthe préservé d'Afrique du Sud, Latimeria, exposé dans une vitrine. Du fait de leurs cartilages, la présence de fossiles d'amphibiens est extrêmement rare dans le monde et très importante scientifiquement. Ils sont âgés de 10 à 200 millions d'années. À l'autre extrémité de l'exposition, les expositions se concentrent sur le vol préhistorique. Un spécimen holotype de Microraptor est placé sur le mur, et plusieurs spécimens de ptérosaures sont exposés avec des spécimens écrasés d'autres reptiles, tels que le Hyphalosaurus. Au deuxième étage, l'exposition se concentre sur la vie mésozoïque. Un montage de Sinokannemeyeria à côté de l'exposition d'autres dicynodontes, comme Lystrosaurus sont présents. Le musée expose, ensuite sur le même étage, les dinosaures avec les montages d'Archaeornithomimus, de Probactrosaurus et du trésor du musée désigné de l'IVPP, un squelette de Lufengosaurus qui a été le premier fossile de dinosaure trouvé en Chine. Des fossiles de Mamenchisaurus et de Tienshanosaurus sont présentés dans des vitrines. Plus loin au deuxième étage, une section de l'exposition est consacrée aux œufs de dinosaures. La galerie présente également de nombreux fossiles avec des plumes préservées du Liaoning, dont un fossile composite surnommé « Archaeoraptor ». Un moulage de Shansisuchus avec le crâne et le cou de Vjushkovisaurus est exposé. Le troisième étage se concentre sur les mammifères du Cénozoïque. Y sont exposés des montages de Stegodon et Platybelodon et le crâne d'un mammouth laineux qui constitue la pièce maîtresse de cette galerie. Une monture de Rhinotitan est également présentée.

## Collection
La collection du musée est très importante et expose plus de 800 spécimens. Le nouveau musée centralise les collections qui étaient jusqu'alors préservées par chaque scientifiques indépendamment les unes des autres. Plus de 200 000 fossiles de vertébrés y sont catalogués. Cette collection contient de nombreux holotypes dont la description dans des revues scientifiques a permis de décrire de nombreuses lignées éteintes de créatures uniques à la Chine. Il possède le centre de recherche actif de l'IVPP et son personnel comprend le célèbre paléontologue chinois Xu Xing, qui a nommé et décrit de nombreux dinosaures et autres animaux fossiles, dont quelques exemples sont exposés au musée.

## Galerie

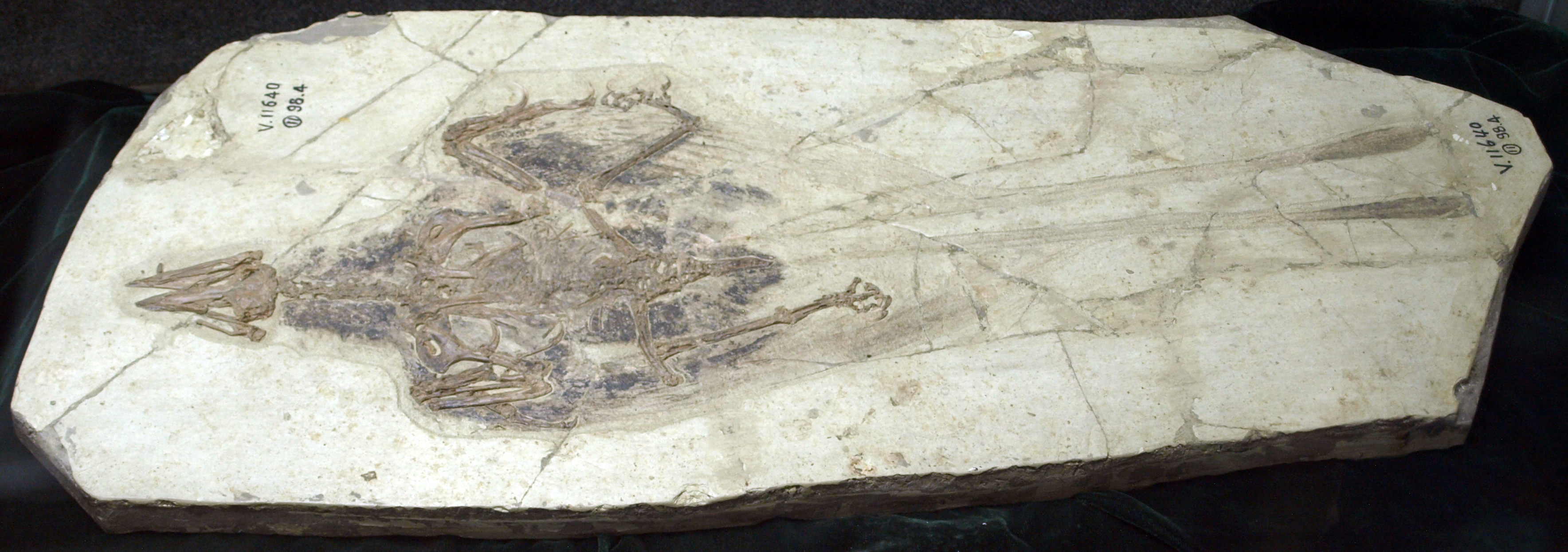
Spécimen de Confuciusornis sanctus exposé au musée.
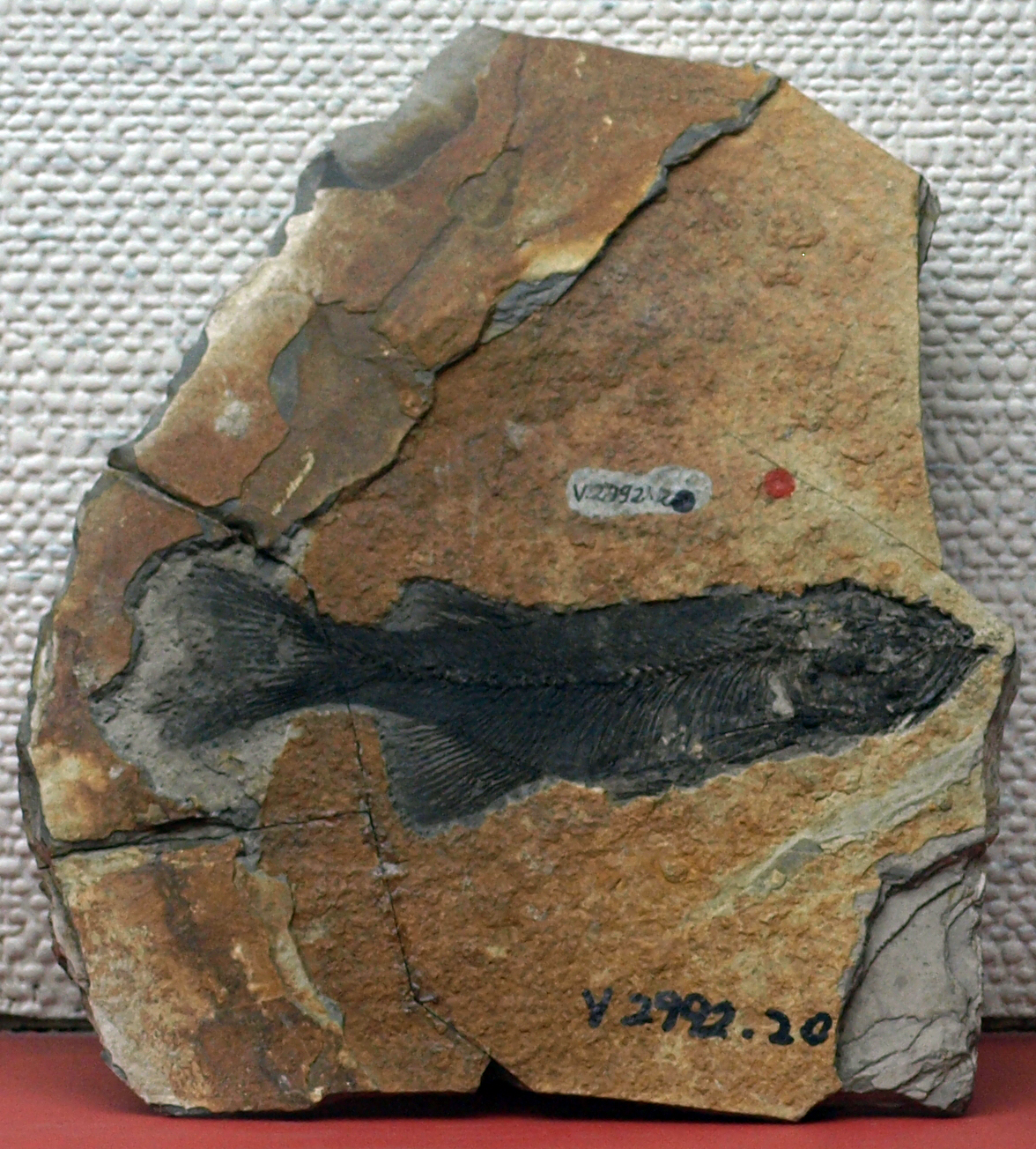
Spécimen de Paralycoptera wui exposé au musée.
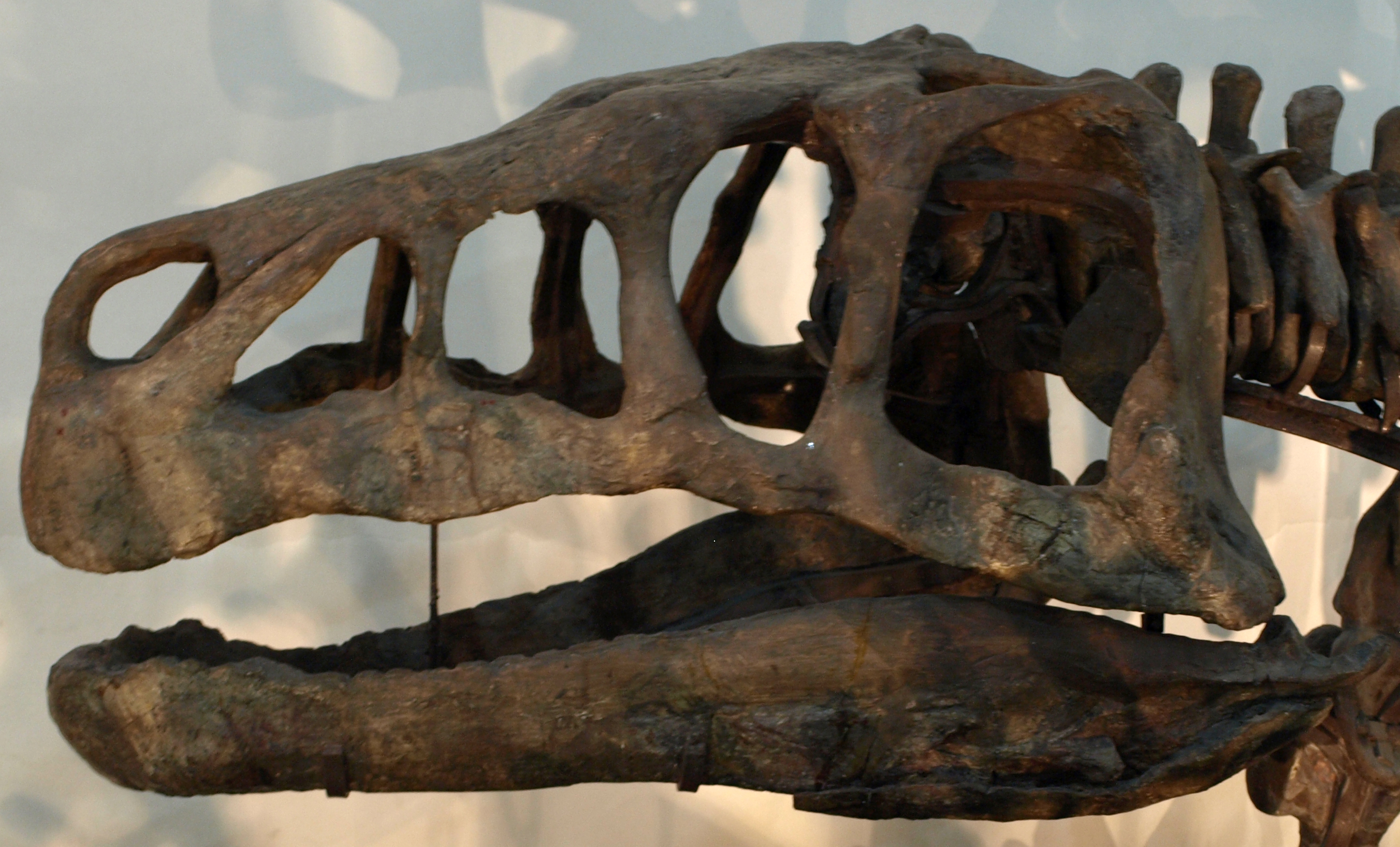
Crâne de Shansisuchus exposé au musée.
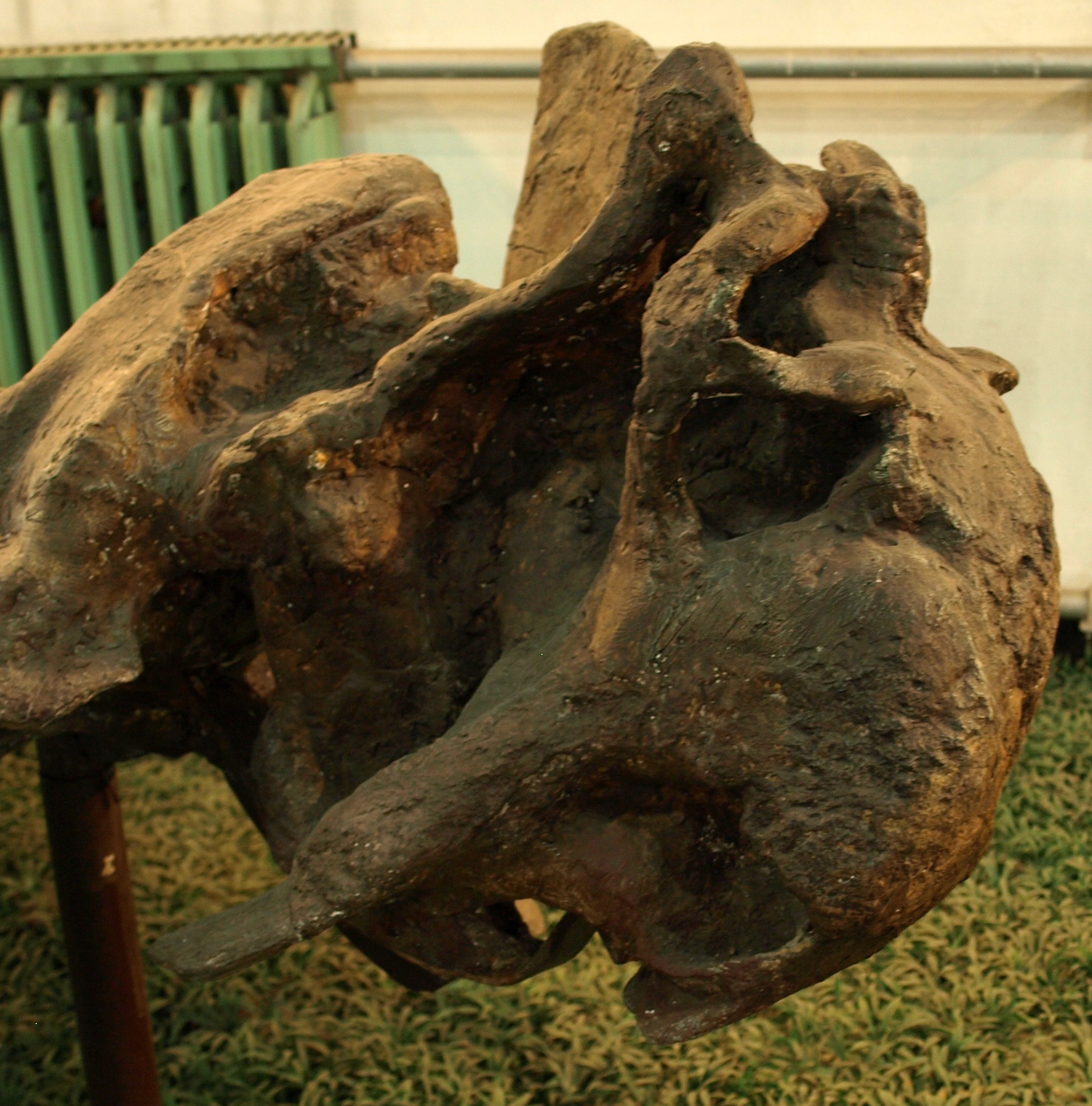
Fossile de Parakannemeyeria youngi exposé au musée.
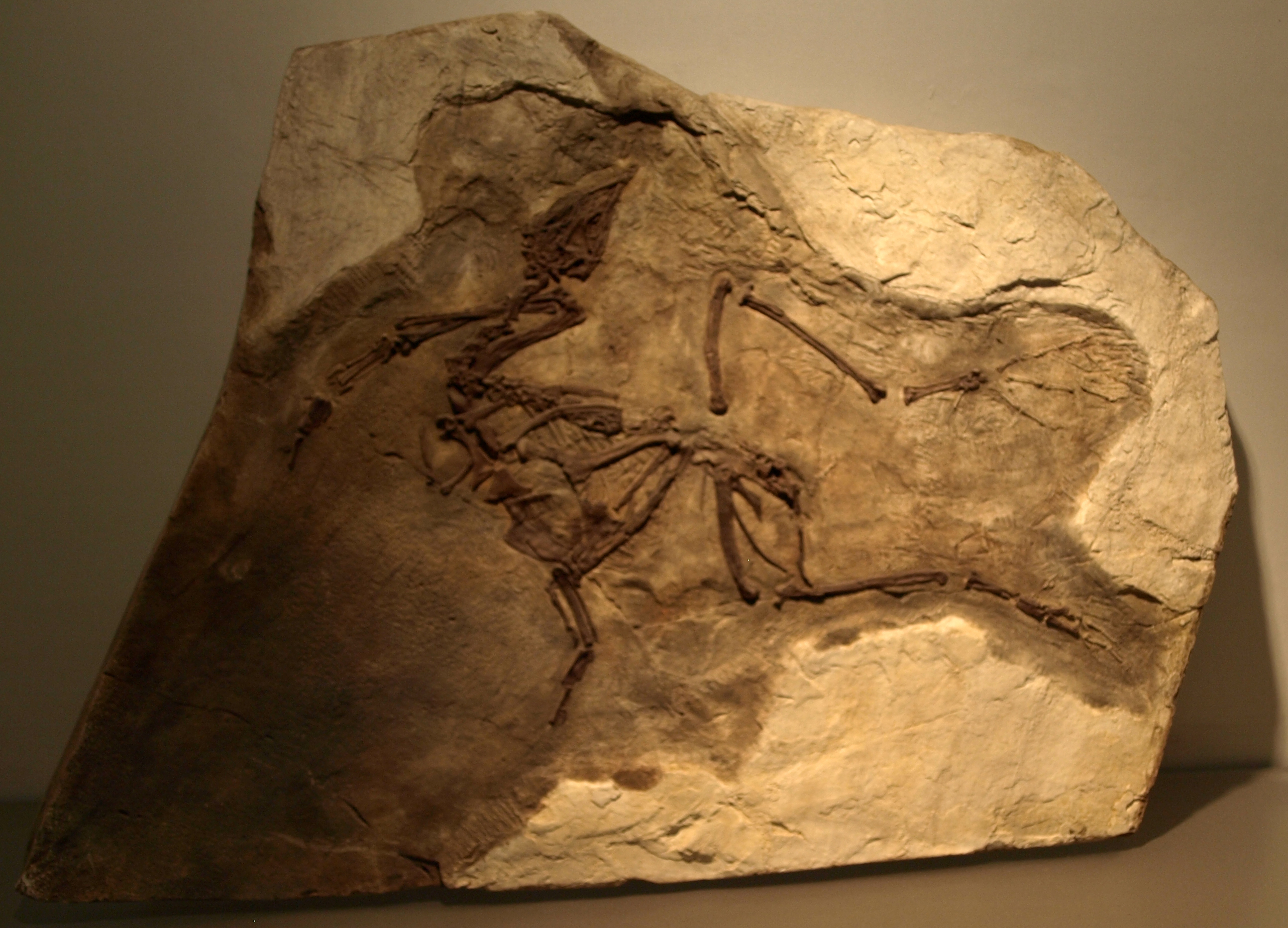
Spécimen fossile de Yixianornis Grabaui exposé au musée.
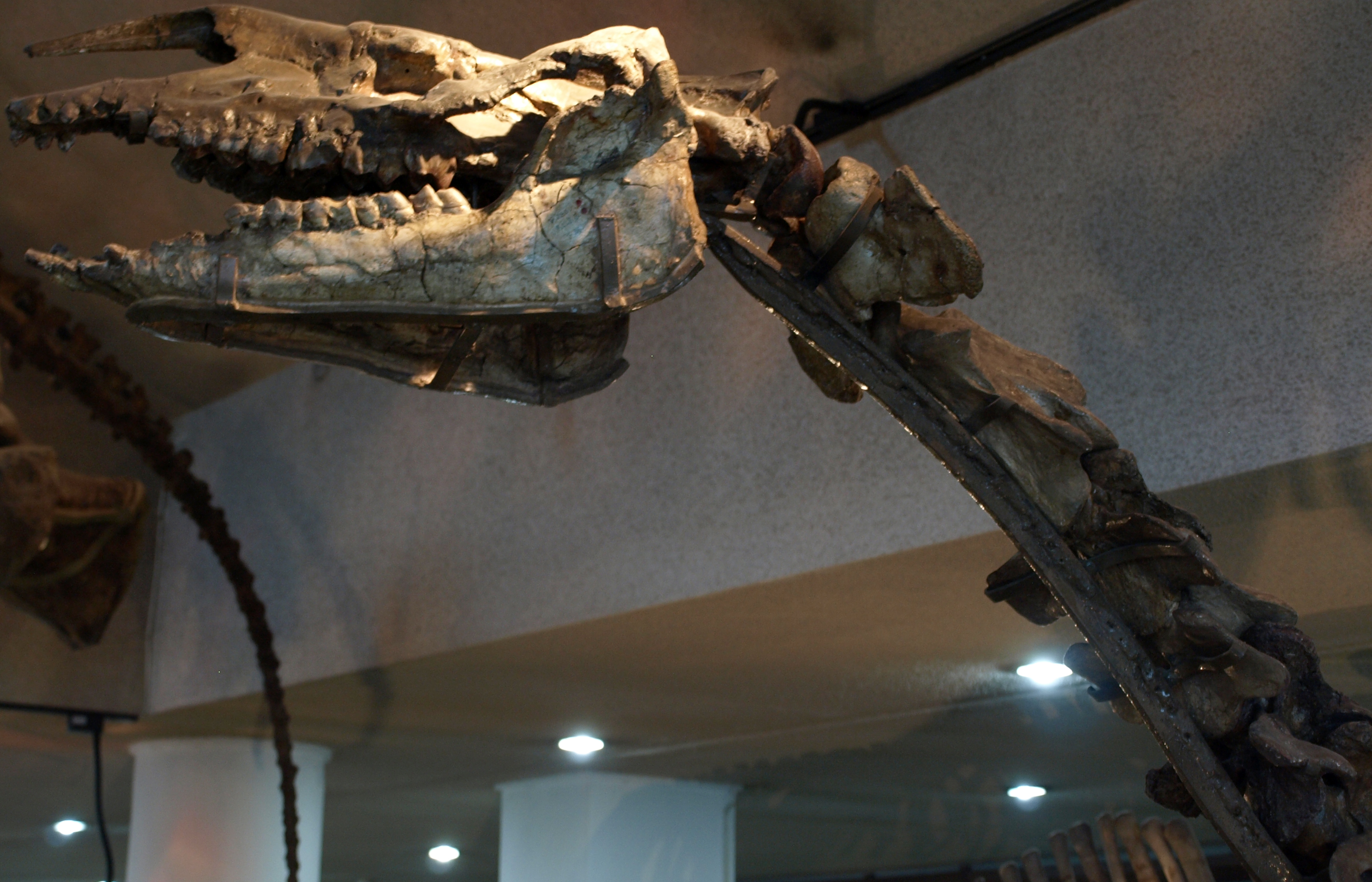
Spécimen monté de Juxia Sharamurenense exposé au musée.
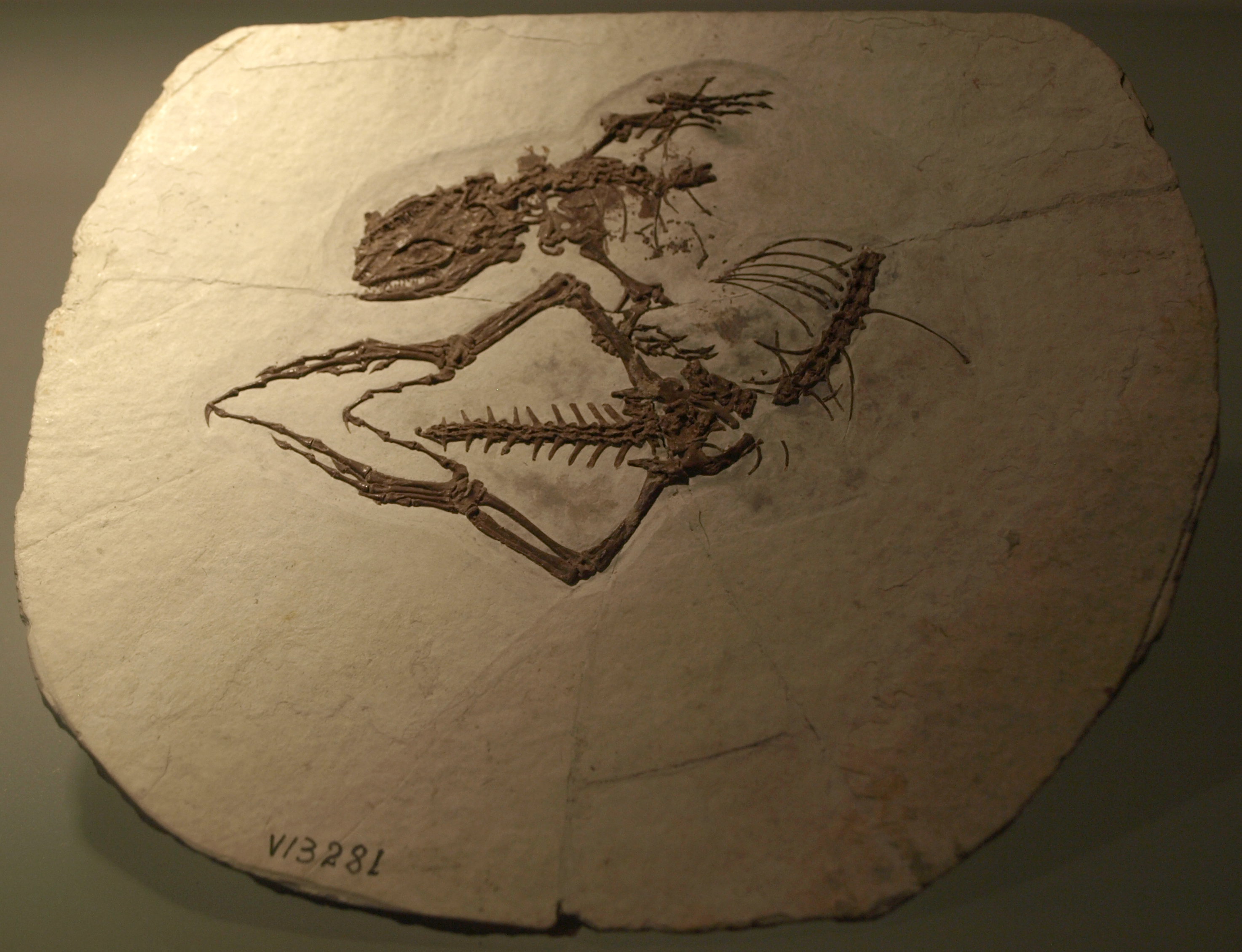
Spécimen de Dalinghosaurus longidigitus, exposé au musée.
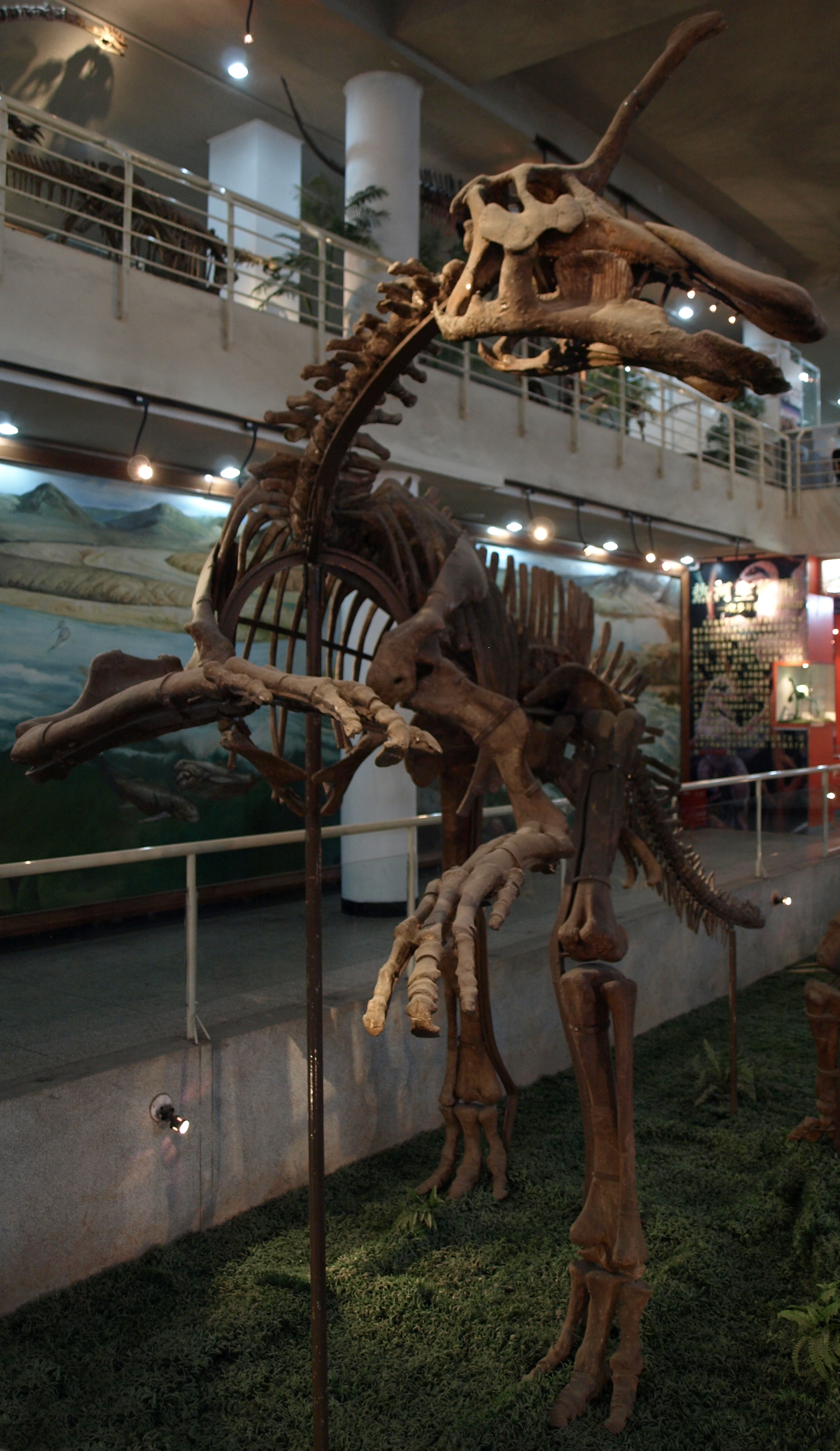
Squelette de Tsintaosaurus.
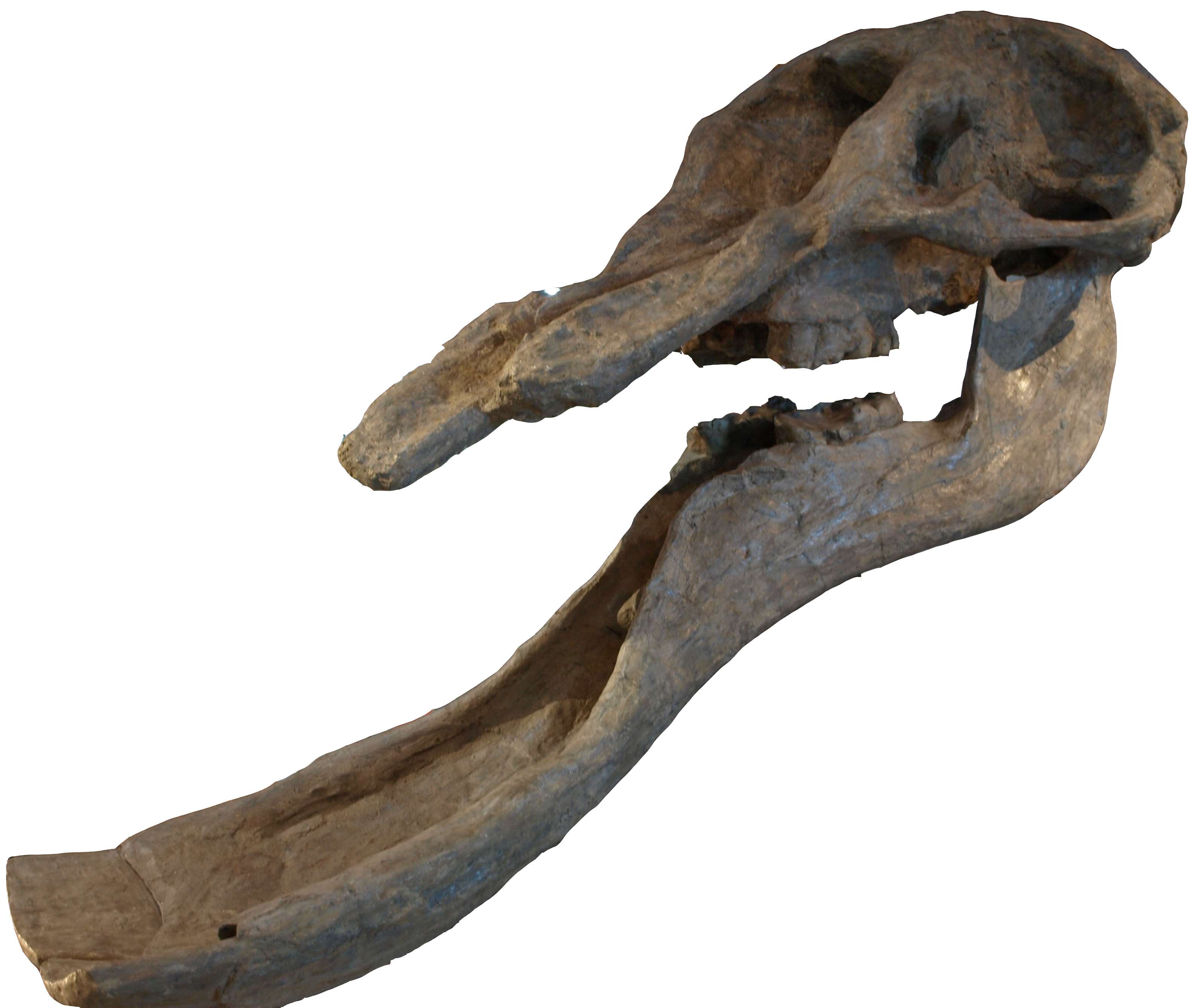
Crâne de Platybelodon.
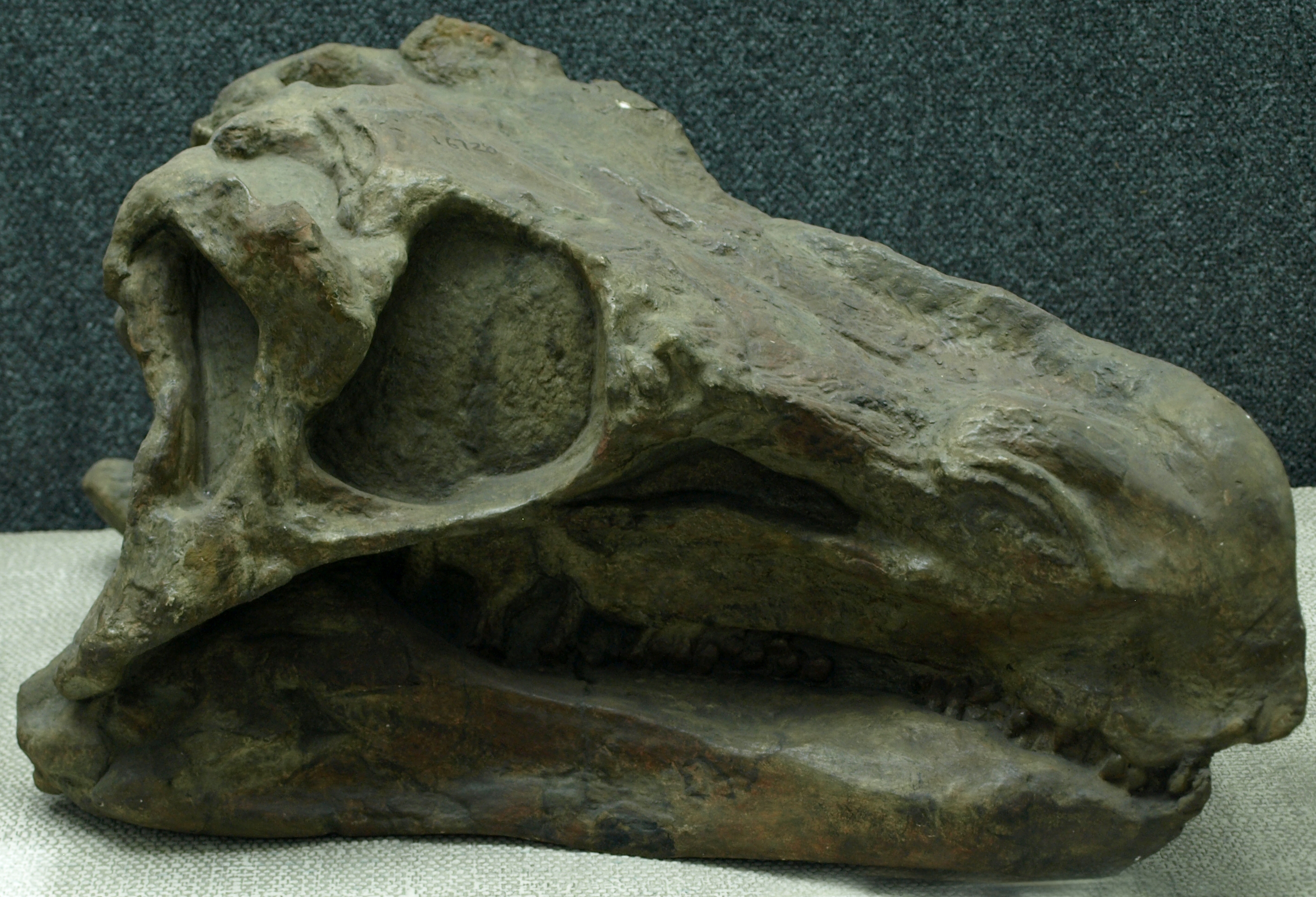
Crâne de Huayangosaurus.
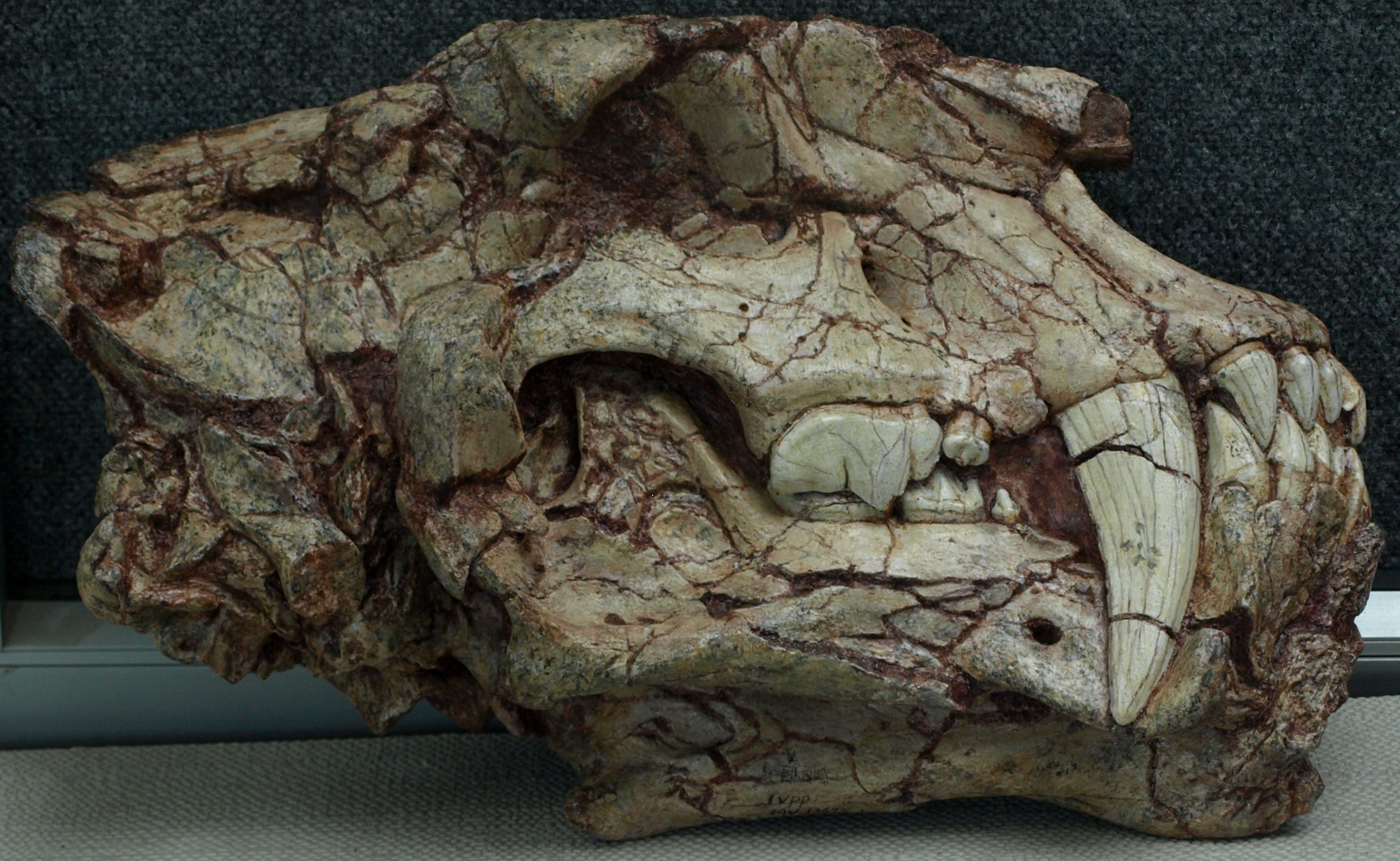
Crâne d'homotherium.
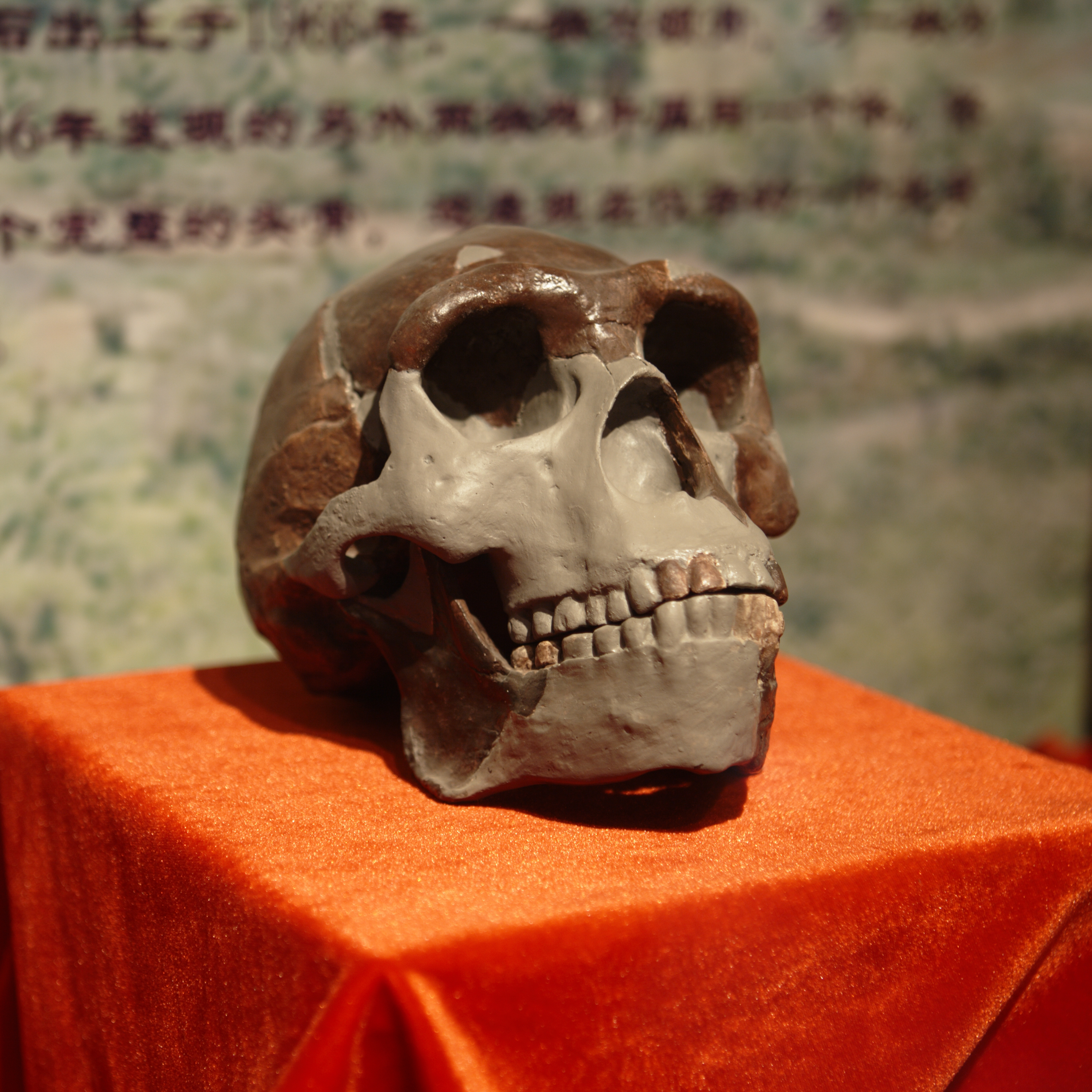
Crâne de l'Homme de Pékin (réplique).
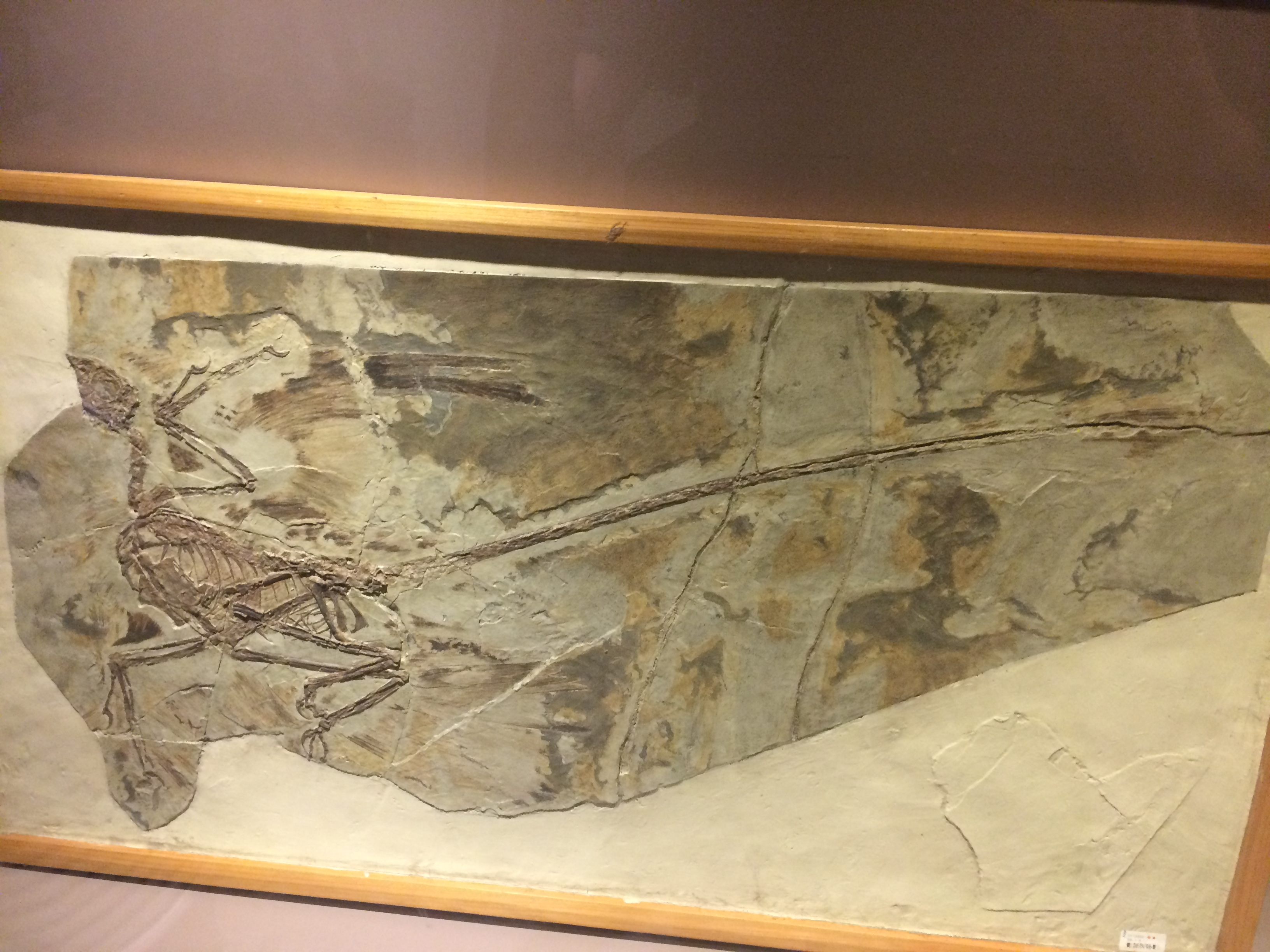
L'holotype de Microraptor exposé au musée.
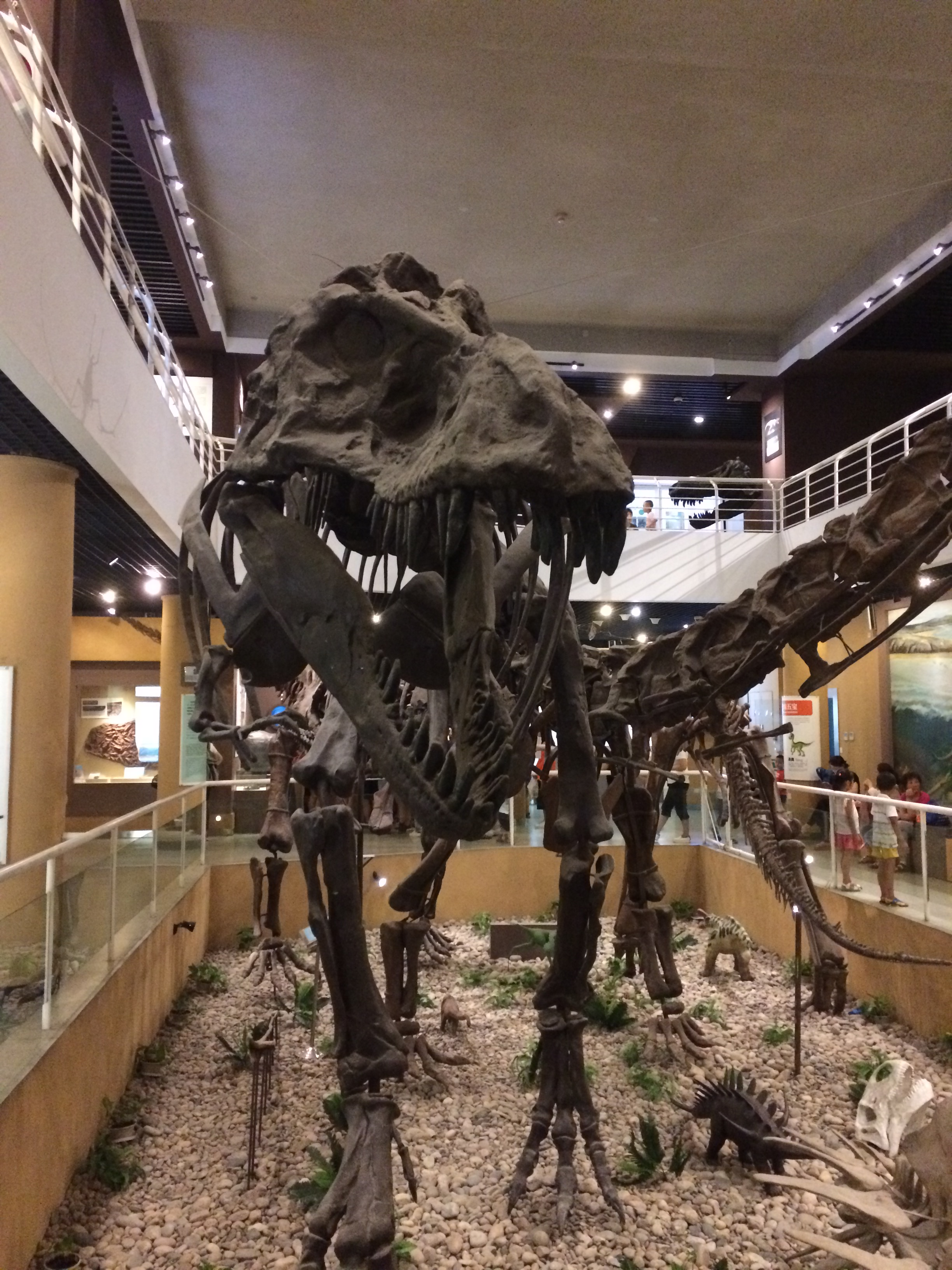
Un moulage monté du spécimen de Tyrannosaurus RTMP 81.6.1 (Black Beauty), au premier étage du musée.
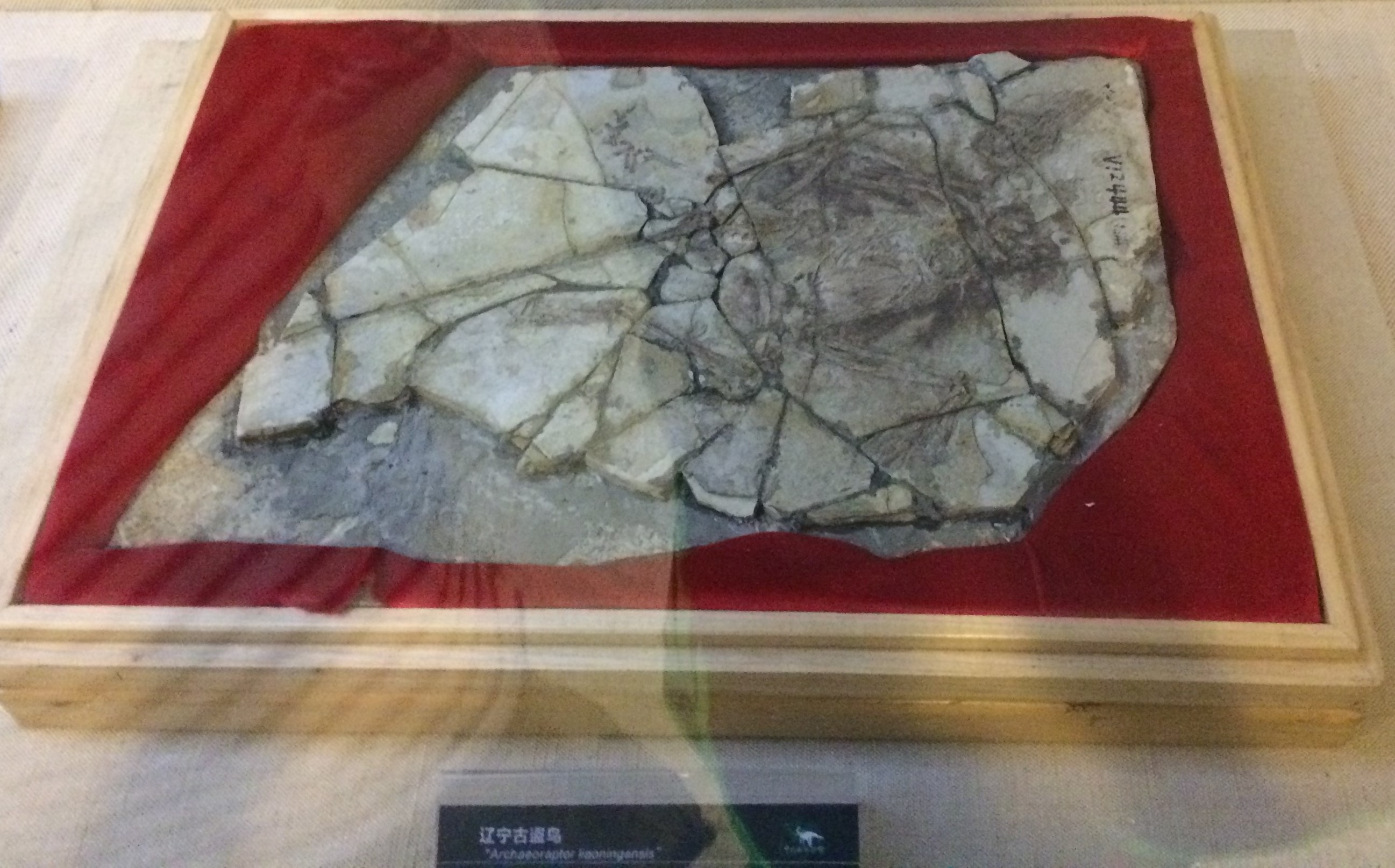
Un fossile composite qui a suscité beaucoup de controverse en 1999, nommé de manière informelle "Archaeoraptor", exposé au deuxième étage du musée.
Le spécimen holotype de Lufengosaurus, le premier fossile trouvé en Chine, monté au musée.
L'holotype de Dsungaripterus affiché au deuxième étage.
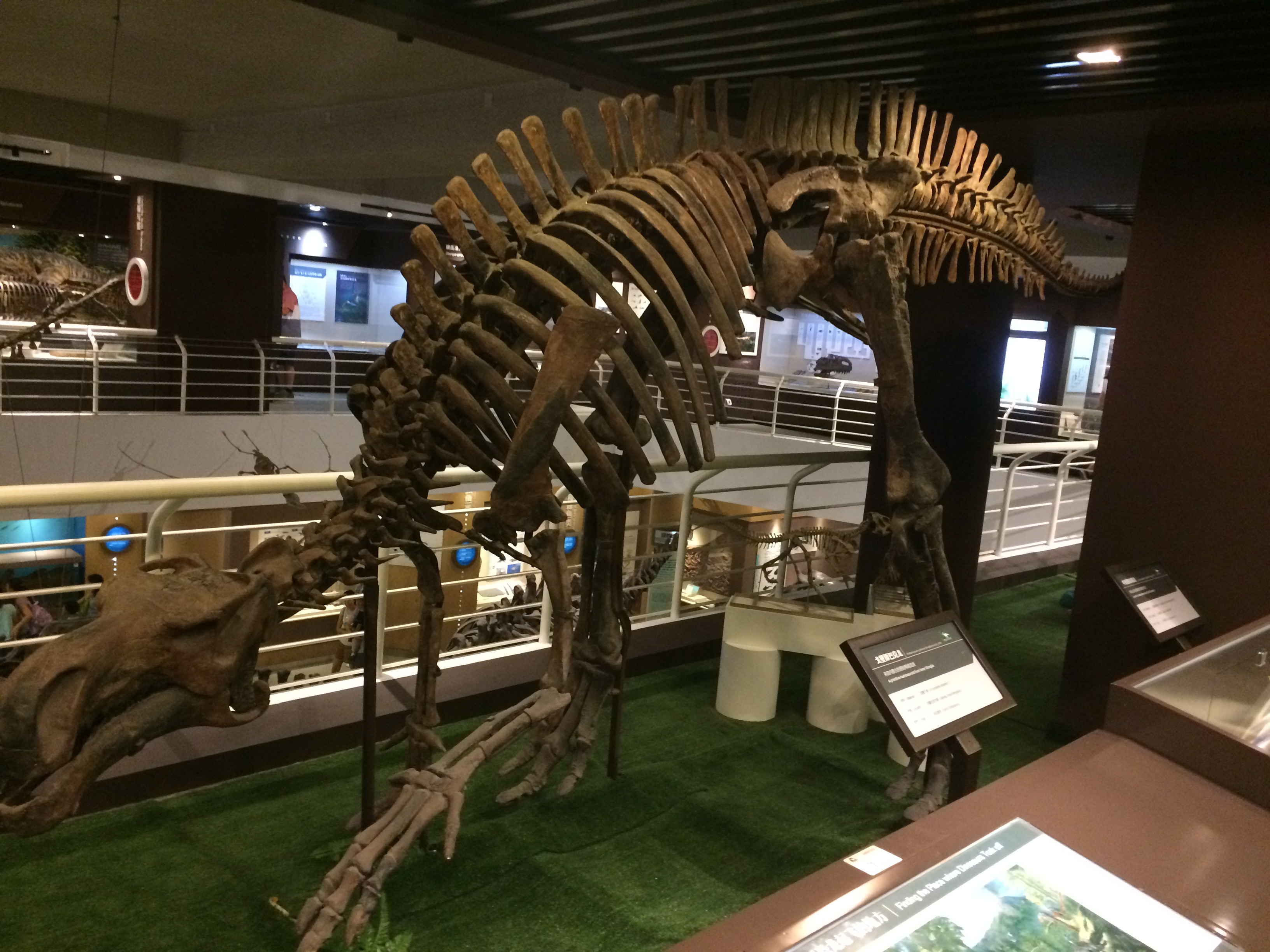
Une monture de Probactrosaurus au deuxième étage.
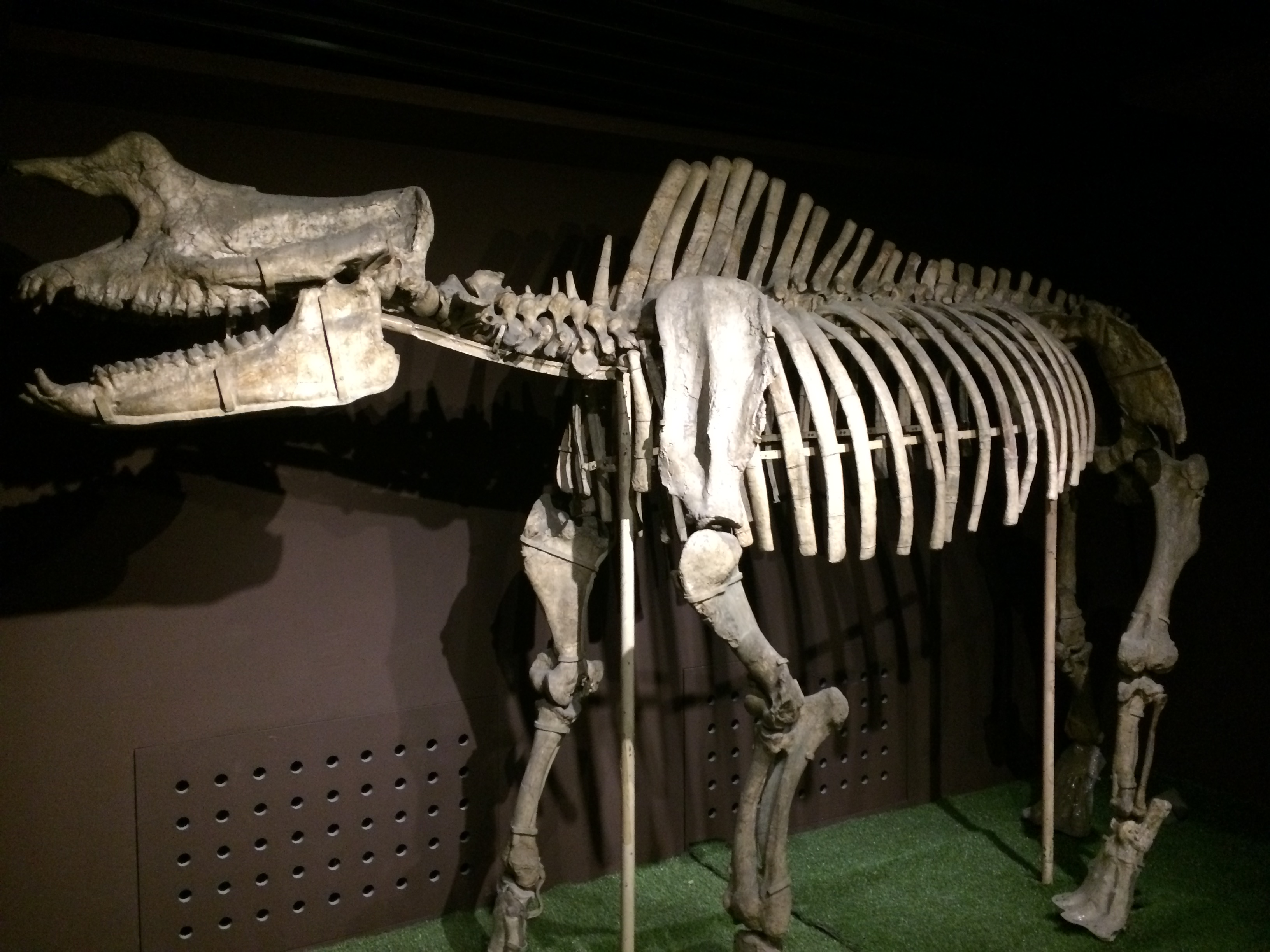
Mont Rhinotitan au troisième étage.
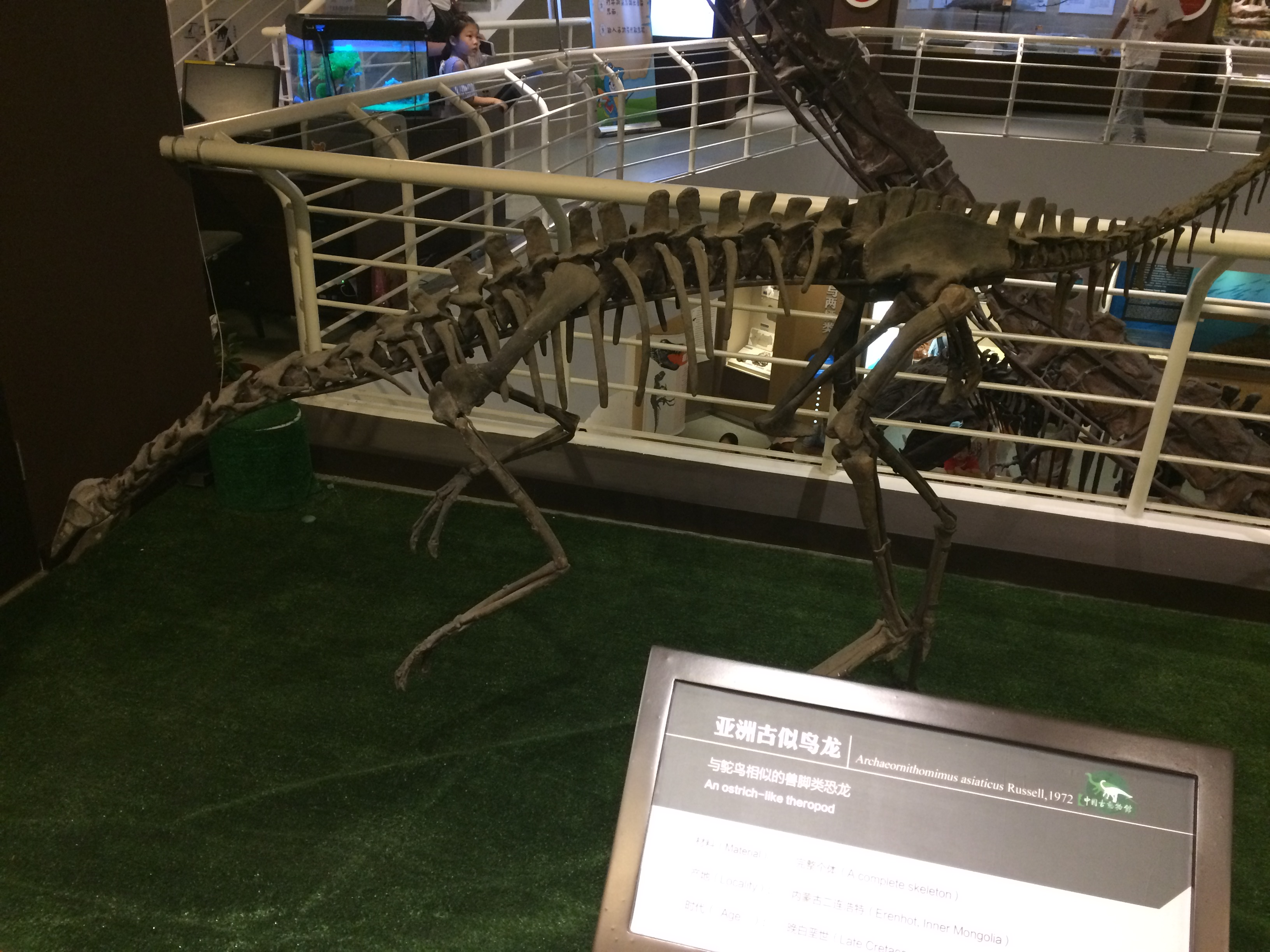
Un Archaeornithomimus de Mongolie Intérieure monté au deuxième étage.
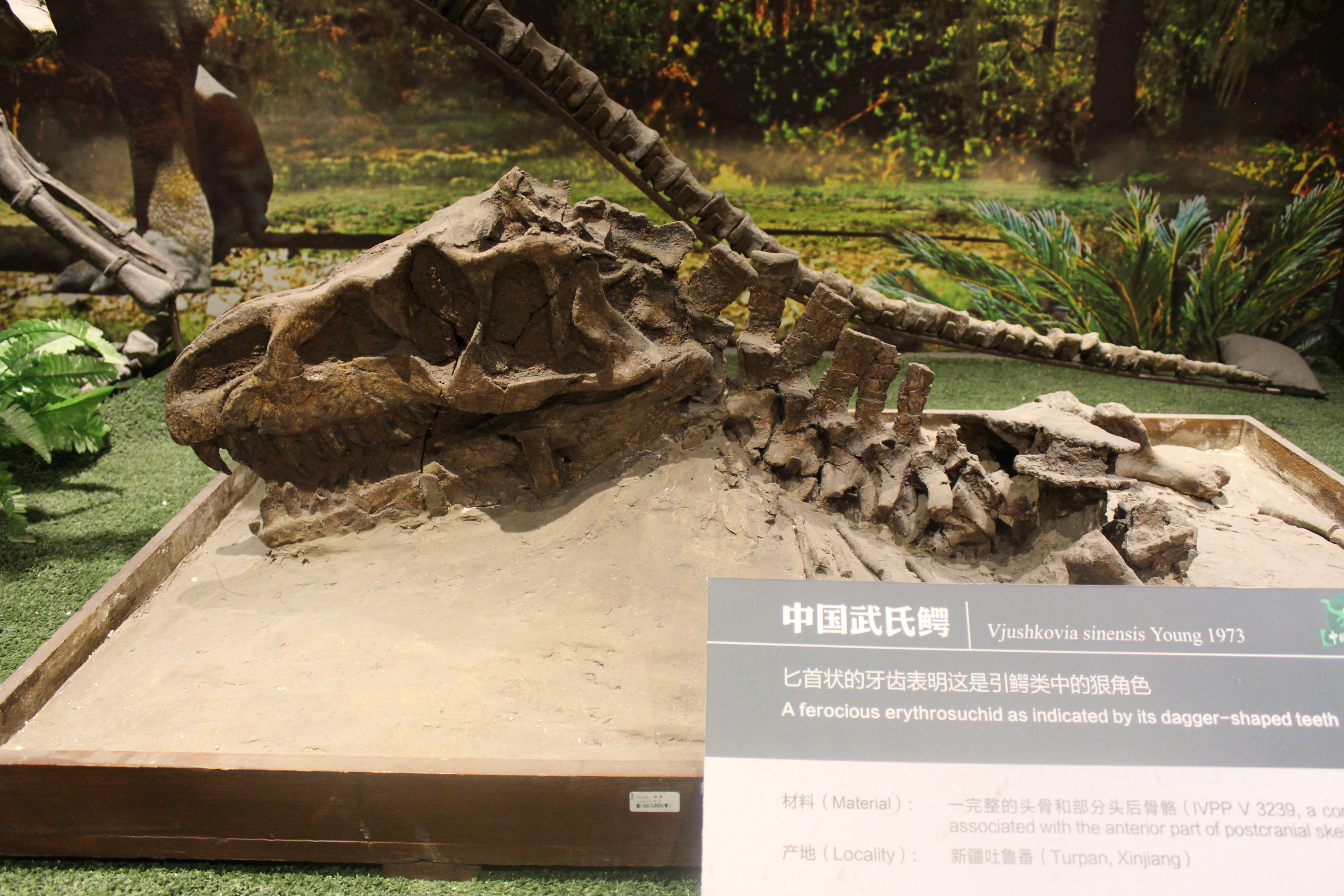
Youngosuchus décrit par Yang Zhongjian